# Triquerville
Triquerville era una comuna francesa situada en el departamento de Sena Marítimo, de la región de Normandía, que el 1 de enero de 2016 pasó a ser una comuna delegada de la comuna nueva de Port-Jérôme-sur-Seine al fusionarse con las comunas de Auberville-la-Campagne, Notre-Dame-de-Gravenchon y Touffreville-la-Cable.

## Demografía
| Gráfica de evolución demográfica de Triquerville entre 1800 y 2013 |
|                                                                    |

Los datos demográficos contemplados en este gráfico de la comuna de Triquerville se han cogido de 1800 a 1999 de la página francesa EHESS/Cassini, y los demás datos de la página del INSEE.